# Fant z rdečo kapico
Fant z rdečo kapico je slikanica Andreje Peklar, znane slovenske otroške in mladinske ilustratorke in pisateljice. Avtorica je knjigo sama napisala in ilustrirala.

## Vsebina
Zgodba se prične z opisom ljudstva, ki je nekoč davno živelo na ozemlju, katerega ime še danes ne poznamo. O usodi ljudi in dežele je odločalo deset najpametnejših mož, ki so svoje odločitve posredovali vladarju, ta pa je po premisleku odločitve potrdil ali zavrgel. Ljudje v deželi so bili veseli in nasmejani, dobro so živeli, saj so imeli vsega dovolj. Le ena stvar jih je žalostila in jim kalila brezskrbne dni. To je bil Zlatorogi jelen, ki se je potikal po njihovi deželi. Teptal jim je zrelo žito, osmukal cvetoče grmičke in razdiral gnezda ptic. Modri možje so se zato odločili, da je potrebno Zlatorogega jelena ujeti. Izmed hrabrih mož so izbrali junaka, ki bo šel na lov za jelenom. Medtem je sedem deželnih umetnikov pričelo izdelovati čudežno posodo, situlo, s katero bodo počastili junaka, ki bo premagal jelena. 
Skrivaj pa je v gozd na lov za jelenom odšel tudi deček z rdečo kapico in lokom. Tri dni in tri noči je hodil, preden ga je končno našel. V lunini svetlobi se je Zlatorogovo rogovje tako lepo bleščalo in ga prevzelo, da ni mogel sprožiti puščice. Deček je jelena vprašal, zakaj nagaja ljudem in ga opozoril, da tudi zanj sije sonce, pojejo ptice in rasejo cvetice. Jelen mu je povedal, da je ljudem povzročal škodo iz maščevanja, ker so mu lovci vzeli družino. Žalostno je povesil glavo in obmolknil. Proti jutru je Zlatorogi spoznal, da je dežela res last vseh. Dečku je predlagal, naj ga pusti živeti, sam pa se bo predal in pozabil na maščevanje. In tako je tudi bilo. Deček mu je okoli vratu privezal zlato vrvico in odšla sta proti mestu, kamor so ptice že ponesle veselo novico. Prebivalci dežele so se skupaj z vladarjem pripravili na vesel sprejem dečka in jelena. Sredi trga pa je stala prečudovita zlata situla polna opojne pijače. Še dolgo po prihodu so godci igrali vesele melodije in plesalke so plesale. In kar je najpomembnejše, lovci so za vedno odložili svoje loke.  

## Zunanja oblika
Oblika knjige je posebna: knjiga je zavezana s trakom in tiskana na rumen trd papir, kar spominja na stare zapise; ilustracije v zemeljskih barvnih tonih spominjajo na jamske poslikave in okrasne motive iz pradavnine.

## Značilnosti pravljice
Fant z rdečo kapico uvrščamo med pravljice zaradi naslednjih značilnosti:
1. Kraj in čas dogajanja sta nedoločena
"Nekoč davno, davno, je v naši deželi živelo ljudstvo, kateremu še danes nihče ne ve imena."
V pravljici kraj in čas nista natančno določena. Kot kraj je omenjena naša dežela, iz česar lahko sklepamo, da gre za področje, na katerem živimo danes. Izvemo tudi, da so se ti dogodki dogajali davno, davno nazaj, a iz nadaljevanja zgodbe (situla) lahko predvidevamo, da je dogajalni čas železna doba. 
2. Začetek z znanimi besedami: Nekoč je bilo ... ali Nekoč je živel …
"Nekoč davno, davno, je v naši deželi živelo ljudstvo..."
3. Osebe so nedoločene
Osebe v knjigi nimajo imen oz. so nedoločena:
- "Deset modrih mož je odločalo ..."
- "Svoje odločitve so na uho prišepnili vladarju ..."
- "V gozd pa je skrivaj odšel tudi fant z rdečo kapico ..."
- "Medtem pa je sedem umetnikov zavihalo rokave.""

4. Vedno zmaga pravica nad krivico, resnica nad lažjo …
Ljudje pozabijo na to, da jim je jelen uničeval pridelke, in jelen oprosti ljudem, da so mu ubili družino.
"Ta dežela je dežela nas vseh, zato ti odloži lok in jaz bom pozabil na maščevanje."
5. Ponavljanje posameznih besed ali stavkov
- "Nekoč davno, davno, je v naši deželi živelo ljudstvo..."
- "Jelen, jelen, zakaj teptaš naše žito..."''
- "...prišepnili vladarju in on je o vsem dobro premislil, premislil..."

6. Ljudska ali pravljična števila:
- Deset najpametnejših mož je odločalo o usodi ljudstva.
- "Medtem pa je sedem umetnikov zavihalo rokave."
- "Hodil je tri dni in tri noči in naposled je izza drevesa nekaj zašumelo, zašelestelo..."

7. Živali so pametnejše kot v resničnosti in znajo govoriti
Zlatorogi jelen se brez težav sporazumeva z dečkom. To imenujemo poosebitev ali personifikacija.
8. Srečen konec
Ljudje in jelen pozabijo na maščevanje in tudi lovci so odložili svoje loke.
"Hrabri lovci pa so odložili loke in nikoli več jih niso uporabili."

## Situla
V železni dobi so na slovenskem območju izdelovali situle (situla = lat. vedro), ki so jih uporabljali pri slavnostih v venetski družbi. Iz njih so z zajemalko stregli pijačo. Tudi v knjigi se srečamo s situlo, in sicer takrat, ko deželni umetniki pričnejo izdelovati zlato posodo namenjeno junaku, ki bo ujel Zlatoroga. Ko se fant z rdečo kapico vrne v mesto z jelenom v roki, ga na trgu že pričaka situla iz katere prav tako strežejo opojno pijačo.